# Masaaki Yamazaki

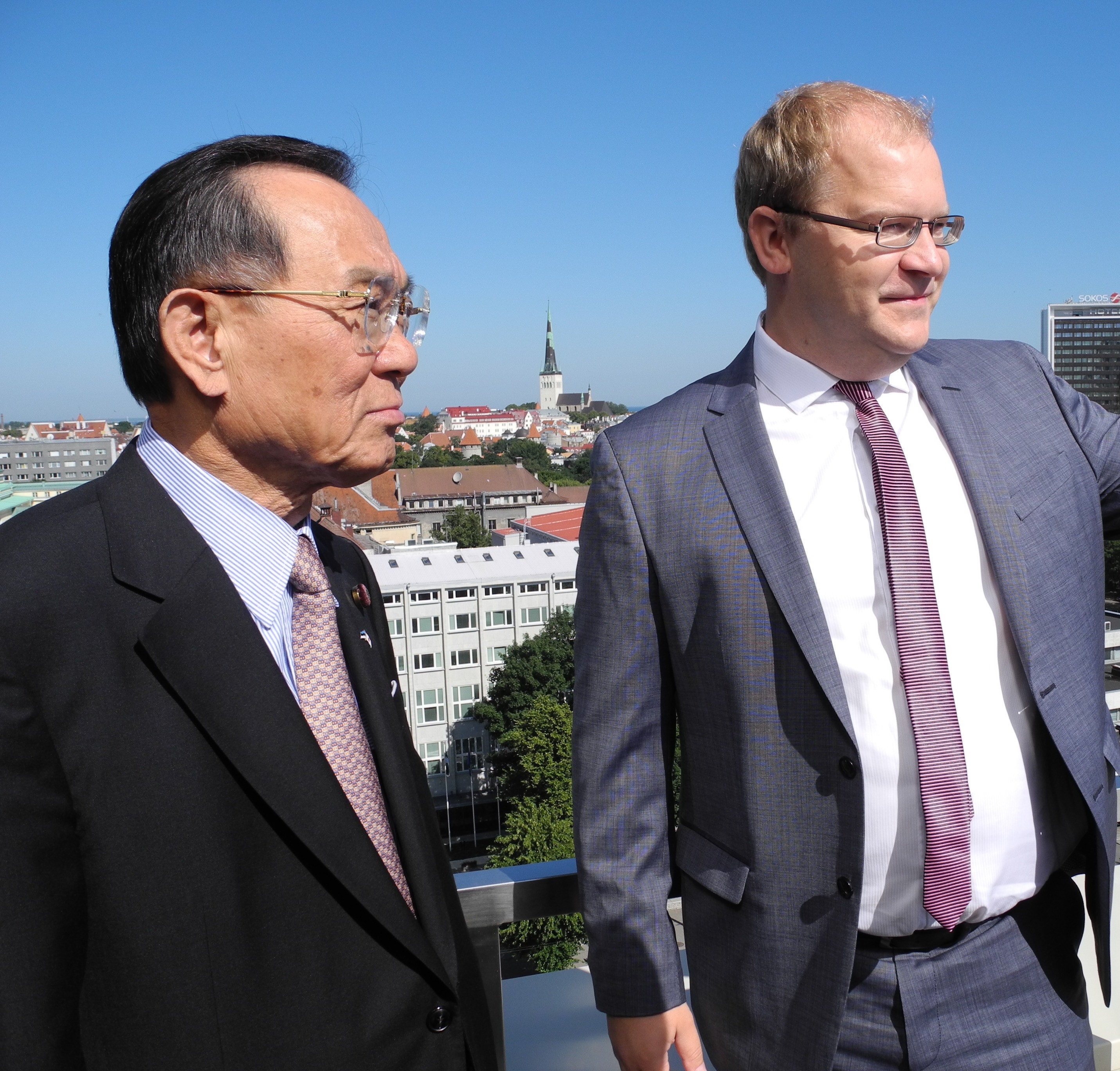
Masaaki Yamazaki (links) und Urmas Paet

Masaaki Yamazaki (jap. 山崎 正昭, Yamazaki Masaaki; * 24. Mai 1942 in Ōno, Präfektur Fukui) ist ein japanischer Politiker der Liberaldemokratischen Partei (LDP, Hosoda-Faktion), Abgeordneter im Sangiin, dem Oberhaus des japanischen Parlaments, für die Präfektur Fukui und von 2013 bis 2016 Präsident des Sangiin.
Yamazaki schloss 1965 sein Studium am politik- und wirtschaftswissenschaftlichen Institut der rechtswissenschaftlichen Fakultät der Nihon Daigaku ab und arbeitete anschließend für das Bauunternehmen Yamazaki Kensetsu Kōgyō. 1975 wurde er in das Stadtparlament von Ōno gewählt, 1979 für die erste von vier Amtszeiten ins Präfekturparlament von Fukui. Von 1985 bis 1987 war er Vizepräsident des Parlaments, von 1991 bis 1992 Präsident. 
Den Wechsel in die nationale Politik vollzog Yamazaki bei der Sangiin-Wahl 1992, als er in Fukui (ein Mandat pro Teilwahl) für die Nachfolge des wenige Monate zuvor verstorbenen Tasaburō Kumagai (LDP) kandidierte. Mit knapp 60 % der Stimmen setzte er sich gegen zwei Kandidaten von Rengō no Kai und KPJ durch. 1998, 2004 und 2010 wurde er jeweils mit absoluter Mehrheit im Amt bestätigt. In der Regierung war Yamazaki von Januar bis November 1996 (Kabinett Hashimoto I) parlamentarischer Staatssekretär im Finanzministerium, von 2003 bis 2005 (Kabinett Koizumi II samt Umbildung) Vizechef des Kabinettssekretariats. Von 2001 bis 2002 führte er den Vorsitz im Sangiin-Geschäftsordnungsausschuss (sangiin giin un’ei iinkai). In der LDP übernahm er von 2005 bis 2009 die Führung des Präfekturverbandes Fukui; 2006 wurde er außerdem Vizevorsitzender der Machimura-Faktion. Von 2007 bis 2009 war er Generalsekretär der LDP-Sangiin-Fraktion.
2012 wurde Yamazaki zum Nachfolger von Hidehisa Otsuji als Vizepräsident des Sangiin gewählt, nach dem LDP-Sieg bei der Sangiin-Wahl 2013 zum Präsidenten der Kammer – nach sechs Jahren, in denen die Demokratische Partei stärkste Kraft im Sangiin gewesen war und den Präsidenten gestellt hatte. Wie die meisten Sangiin-Präsidenten und -Vizepräsidenten war er von 2012 bis 2016 fraktionslos.
Yamazaki ist außerdem seit 1990 Präsident des Skiverbands Fukui (Fukui-ken sukī renmei) und seit 2005 Präsident des Pferdesportverbands Fukui (Fukui-ken bajutsu renmei).